# Elisa Badia i Pons
Elisa Badia i Pons (?, 3 de novembre de 1895 - Barcelona, 4 de juliol de 1975) va ser una propietària i mestressa de casa catalana.
Nascuda en una família d'industrials i propietaris, va ser filla de l'empresari sabadellenc Josep Badia i Capdevila i d'Elisa Pons i Oliver. Va esdevenir l'hereva de les propietats del seu pare, les quals s'estenien principalment pels actuals municipis de Barberà del Vallès i Badia del Vallès, entre elles la Torre d'en Gorgs, casa pairal de la família Badia i finca dedicada a la masoveria que abastava 82 hectàrees.
Casada amb el metge sabadellenc Emili Moragas i Ramírez, van fixar la seva residència a Barcelona. Tanmateix, ambdós passaven l'estiu a la casa de Barberà, on van tenir una notable activitat social. Van convertir l'antiga casa pairal en la seva residència durant la Guerra Civil, i com a finca agrícola va ser productora de cereals i altres aliments bàsics en un moment d'escassesa, a més d'habilitar la fresquera com a refugi per a bombardeigs.
Va fer donacions de terrenys a Barberà per construir l'estació de tren, una escola, a la que es va donar el seu nom en agraïment al seu gest i que va ser inaugurada el 1971. També va efectuar la venda dels terrenys on es van alçar els barris de Can Gorgs i Can Gorgs II, així com Ciutat Badia, el futur municipi de Badia del Vallès, que va rebre aquest nom en honor seu.
Del matrimoni amb Moragas va néixer la mestra Elisa Moragas i Badia.